# AFC Futsal Championship 2001
Il terzo Asian Futsal Championship, disputato nel 2001 a Teheran in Iran al Azadi Stadium dal 14 luglio al 20 luglio, viene considerato il terzo campionato continentale asiatico per formazioni nazionali di calcio a 5.
Le quattordici nazionali presenti (record della manifestazione) vennero divise in tre gironi: A e B da 5 squadre, C da 4, con la qualificazione delle prime due, più le due migliori terze. Parteciparono per la prima volta a una fase finale le nazionali di Taiwan, Palestina, Kuwait, Tagikistan ed Iraq. Delle quattordici nazionali asiatiche, vanno segnalati sicuramente i padroni di casa dell'Iran che ribadirono la propria egemonia sul continente asiatico, la formazione mediorientale concluse con sette vittorie in altrettanti incontri, su cui spicca la strapazzata data all'Uzbekistan in finale (9-0).

## Girone A
|               | Risult. |               | Città e data  |
| ------------- | ------- | ------------- | ------------- |
| Iran          | 16 - 4  | Palestina     | Teheran 14.07 |
| Taipei cinese | 7 - 3   | Singapore     | Teheran 14.07 |
| Palestina     | 6 - 3   | Taipei cinese | Teheran 14.07 |
| Giappone      | 6 - 5   | Taipei cinese | Teheran 15.07 |
| Iran          | 28 - 0  | Singapore     | Teheran 15.07 |
| Singapore     | 1 - 8   | Giappone      | Teheran 15.07 |
| Palestina     | 3 - 2   | Giappone      | Teheran 16.07 |
| Iran          | 10 - 1  | Taipei cinese | Teheran 16.07 |
| Giappone      | 4 - 8   | Iran          | Teheran 16.07 |
| Singapore     | 2 - 9   | Palestina     | Teheran 16.07 |

| Classifica finale | Pt | G | V | N | P | GF | GS | DR  |
| ----------------- | -- | - | - | - | - | -- | -- | --- |
| Iran              | 12 | 4 | 4 | 0 | 0 | 62 | 9  | 51  |
| Palestina         | 9  | 4 | 3 | 0 | 1 | 22 | 23 | -1  |
| Giappone          | 6  | 4 | 2 | 0 | 2 | 20 | 17 | +3  |
| Taipei cinese     | 3  | 4 | 1 | 0 | 3 | 16 | 25 | -9  |
| Singapore         | 0  | 4 | 0 | 0 | 4 | 6  | 52 | -46 |

## Girone B
|            | Risult. |            | Città e data  |
| ---------- | ------- | ---------- | ------------- |
| Kazakistan | 4 - 0   | Kuwait     | Teheran 14.07 |
| Tagikistan | 9 - 1   | Malaysia   | Teheran 14.07 |
| Kuwait     | 6 - 4   | Tagikistan | Teheran 14.07 |
| Uzbekistan | 7 - 1   | Tagikistan | Teheran 15.07 |
| Kazakistan | 4 - 2   | Malaysia   | Teheran 15.07 |
| Malaysia   | 5 - 10  | Uzbekistan | Teheran 15.07 |
| Kuwait     | 2 - 3   | Uzbekistan | Teheran 16.07 |
| Kazakistan | 12 - 2  | Tagikistan | Teheran 16.07 |
| Uzbekistan | 2 - 2   | Kazakistan | Teheran 16.07 |
| Malaysia   | 3 - 4   | Kuwait     | Teheran 16.07 |

| Classifica finale | Pt | G | V | N | P | GF | GS | DR  |
| ----------------- | -- | - | - | - | - | -- | -- | --- |
| Kazakistan        | 10 | 4 | 3 | 1 | 0 | 22 | 6  | +16 |
| Uzbekistan        | 10 | 4 | 3 | 1 | 0 | 22 | 10 | +12 |
| Kuwait            | 6  | 4 | 2 | 0 | 2 | 12 | 14 | -2  |
| Tagikistan        | 3  | 4 | 1 | 0 | 3 | 16 | 26 | -10 |
| Malaysia          | 0  | 4 | 0 | 0 | 4 | 11 | 27 | -16 |

## Girone C
|               | Risult. |               | Città e data  |
| ------------- | ------- | ------------- | ------------- |
| Thailandia    | 3 - 4   | Kirghizistan  | Teheran 14.07 |
| Iraq          | 1 - 3   | Corea del Sud | Teheran 14.07 |
| Kirghizistan  | 5 - 5   | Iraq          | Teheran 15.07 |
| Corea del Sud | 4 - 10  | Thailandia    | Teheran 15.07 |
| Iraq          | 2 - 8   | Thailandia    | Teheran 16.07 |
| Kirghizistan  | 4 - 8   | Corea del Sud | Teheran 16.07 |

| Classifica finale | Pt | G | V | N | P | GF | GS | DR  |
| ----------------- | -- | - | - | - | - | -- | -- | --- |
| Thailandia        | 6  | 3 | 2 | 0 | 1 | 21 | 10 | +11 |
| Corea del Sud     | 6  | 3 | 2 | 0 | 1 | 15 | 15 | =0  |
| Kirghizistan      | 4  | 3 | 1 | 1 | 1 | 13 | 16 | -3  |
| Iraq              | 1  | 3 | 0 | 1 | 2 | 8  | 16 | -8  |

## Quarti di finale
|            | Risult.             |               | Città e data  |
| ---------- | ------------------- | ------------- | ------------- |
| Iran       | 18 - 2              | Kuwait        | Teheran 18.07 |
| Kazakistan | 6 - 7 (DCR)         | Giappone      | Teheran 18.07 |
| Thailandia | 3 - 4 (Golden goal) | Uzbekistan    | Teheran 18.07 |
| Palestina  | 2 - 3               | Corea del Sud | Teheran 18.07 |

## Semifinali
|            | Risult. |               | Città e data  |
| ---------- | ------- | ------------- | ------------- |
| Iran       | 8 - 2   | Giappone      | Teheran 20.07 |
| Uzbekistan | 4 - 0   | Corea del Sud | Teheran 20.07 |

## Finale 3º-4º posto
|               | Risult. |          | Città e data  |
| ------------- | ------- | -------- | ------------- |
| Corea del Sud | 2 - 1   | Giappone | Teheran 20.07 |

## Finale
|      | Risult. |            | Città e data  |
| ---- | ------- | ---------- | ------------- |
| Iran | 9 - 0   | Uzbekistan | Teheran 20.07 |